# Šibenik
43° 44′ 02″ N, 15° 53′ 44″ L
Šibenik (em italiano:  Sebenico) é uma cidade histórica da Croácia, com população de 51 553 habitantes (2001) Localizada na Dalmácia central, onde o Rio Krka corre em direção ao Mar Adriático.
Šibenik é o centro político, educacional, de transporte, industrial e turístico do condado de Šibenik-Knin.
Existem dois parques nacionais em Šibenik: Krka e Kornati.

## Galeria fotográfica

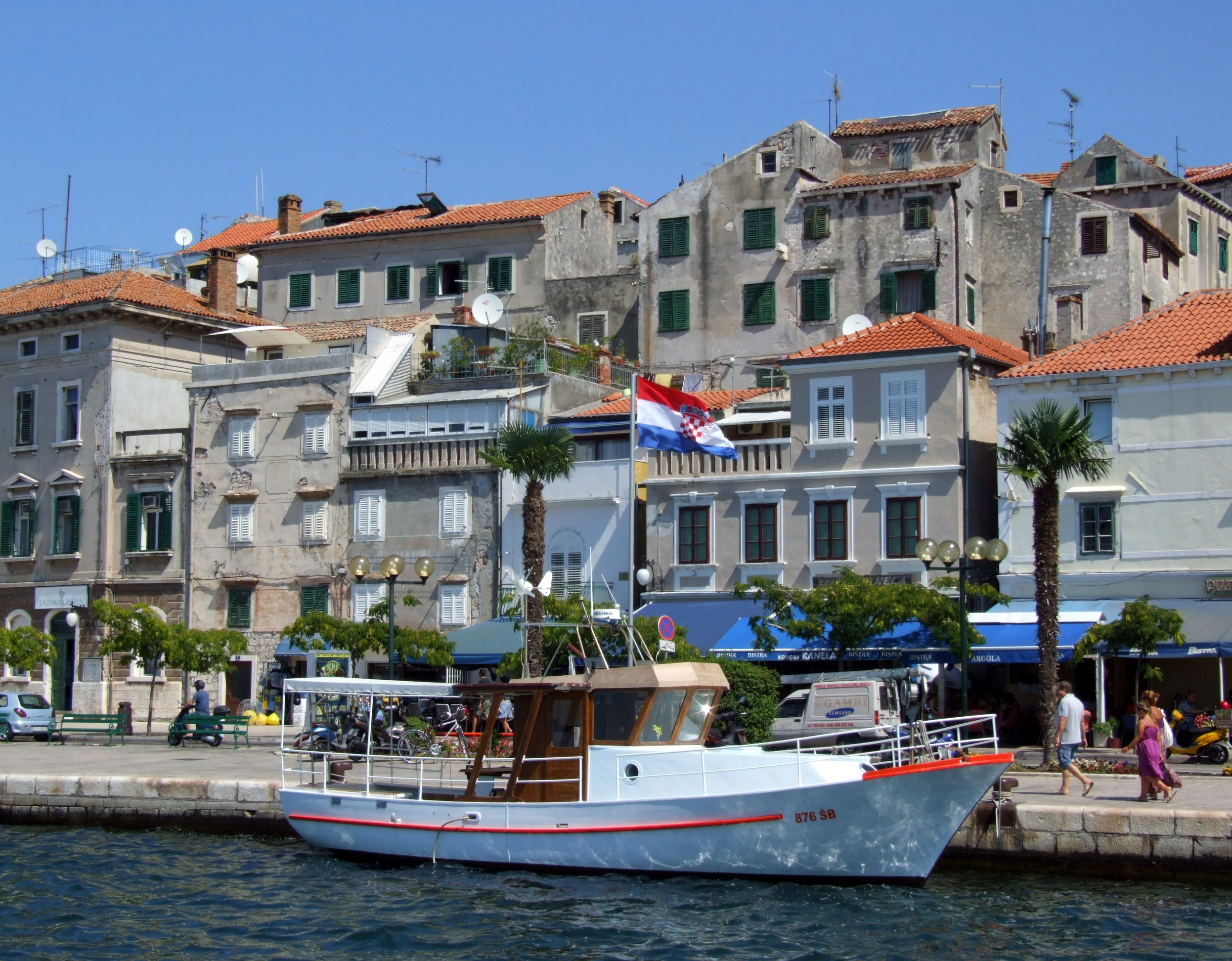
Porto de Šibenik
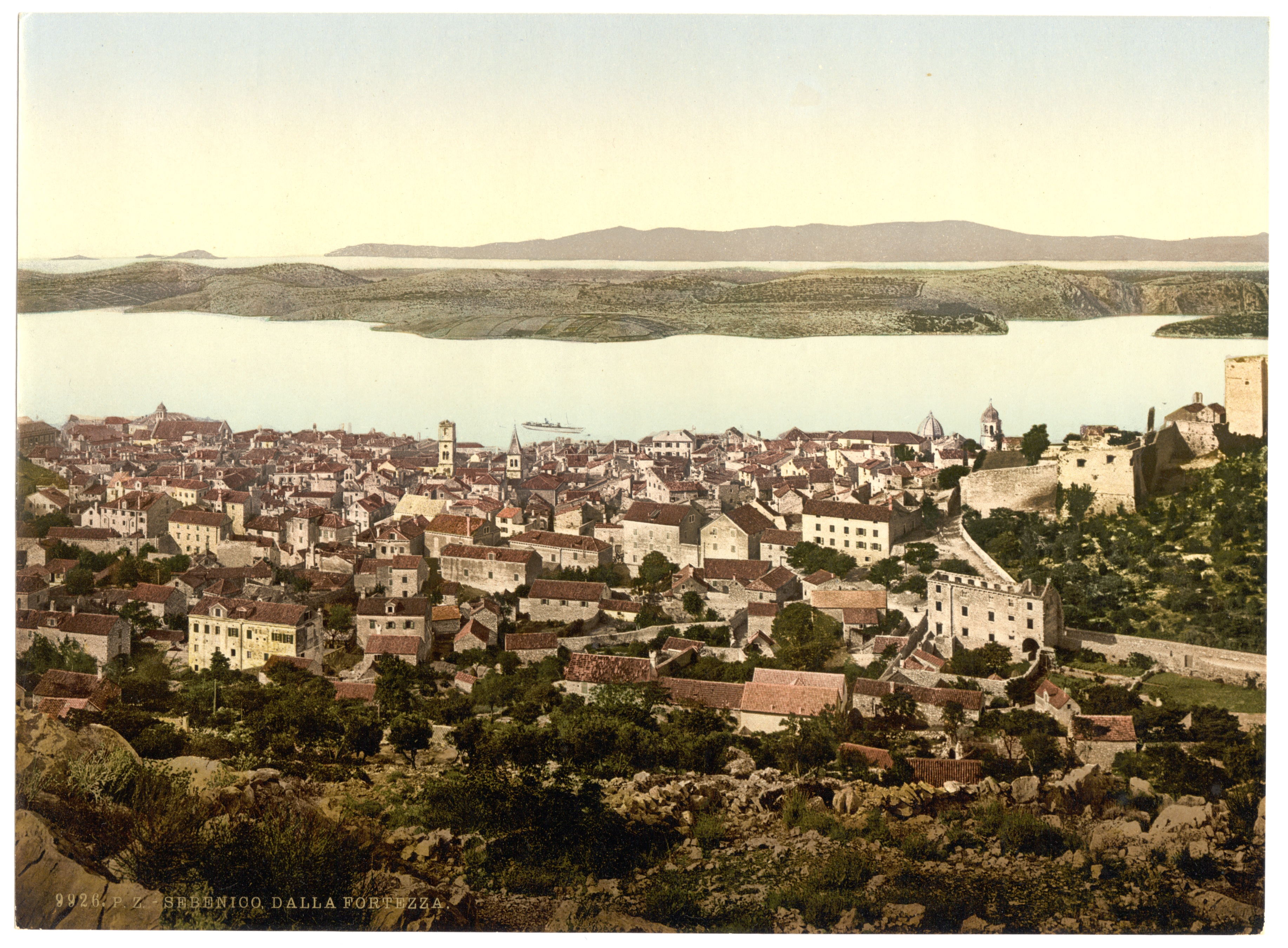
Šibenik no século passado

## Pessoas notáveis
- Niccolò Tommasèo, (1802-1854), escritor e poeta
- Roberto Ferruzzi, (1853-1934), pintor
- Dražen Petrović, (1964-1993), basquetebolista